# ВЕС Дойче-Бухт
ВЕС Дойче-Бухт (нім. Offshore-Windpark Deutsche Bucht) — німецька офшорна вітроелектростанція, введена в експлуатацію у 2019 році.
Станція розташована у Північному морі за 95 км від острова Боркум (входить до складу Фризького архіпелагу) та є третім проектом канадської компанії Northland Power. Остаточне рішення про її спорудження прийняли у серпні 2017 року після підтвердження необхідного фінансування з боку ряду установ, як то Banco Santander, CIBC, Commerzbank, Helaba, KfW IPEX-Bank, National Bank of Canada, Natixis, Rabobank, Société Générale та Sumitomo Mitsui Banking Corporation. Вартість станції — 1,3 млрд євро.
У тому ж місяці оголосили, що головним підрядником будівництва виступить нідерландська компанія Van Oord, для чого, зокрема, використають спеціалізоване судно Aeolus та кабелеукладальне судно Nexus.
Від офшорної трансформаторної підстанції, яка входитиме до складу ВЕС, електрика подається на платформу BorWin beta. Остання перетворюватиме змінний струм на постійний для подальшої подачі на берег за допомогою технології HVDC (лінії постійного струму високої напруги).
Станція складається із 31 вітрової турбіни Vestas типу V164/8000 з одиничною потужністю 8 МВт та діаметром ротора 164 метри, які змонтовані в районі з глибинами моря біля 40 м.
Початок будівельних робіт призначено на 2018-й, зі введенням в експлуатацію наступного року.